# Villino Casati
Il villino Casati è un edificio situato in via Piemonte 51, a Roma (R. XVII Sallustiano).

## Storia
Fu costruito nel 1906, ad opera dall'ingegner Carlo Pincherle (padre di Alberto Moravia), su progetto dell'architetto milanese Achille Majnoni d'Intignano (1855 - 1935) e su committenza della famiglia Casati Stampa di Soncino.
Il villino, residenza romana della marchesa Luisa Casati, si configura come un parallelepipedo di due piani fuori terra più seminterrato ed attico (secondo piano ribassato), coronato da una balaustra. Si trova in posizione arretrata rispetto all'asse viario, e con asse maggiore perpendicolare a quest'ultimo. La facciata principale è esposta a sud, ed è caratterizzata da un breve avancorpo seguito da un pronao con scala, ornato da quattro colonne di ordine tuscanico in travertino e sovrastato da una terrazza cinta da una balaustra. L'accesso principale all'edificio si trova in corrispondenza del pronao, mentre un ingresso di servizio è presente sul lato nord.

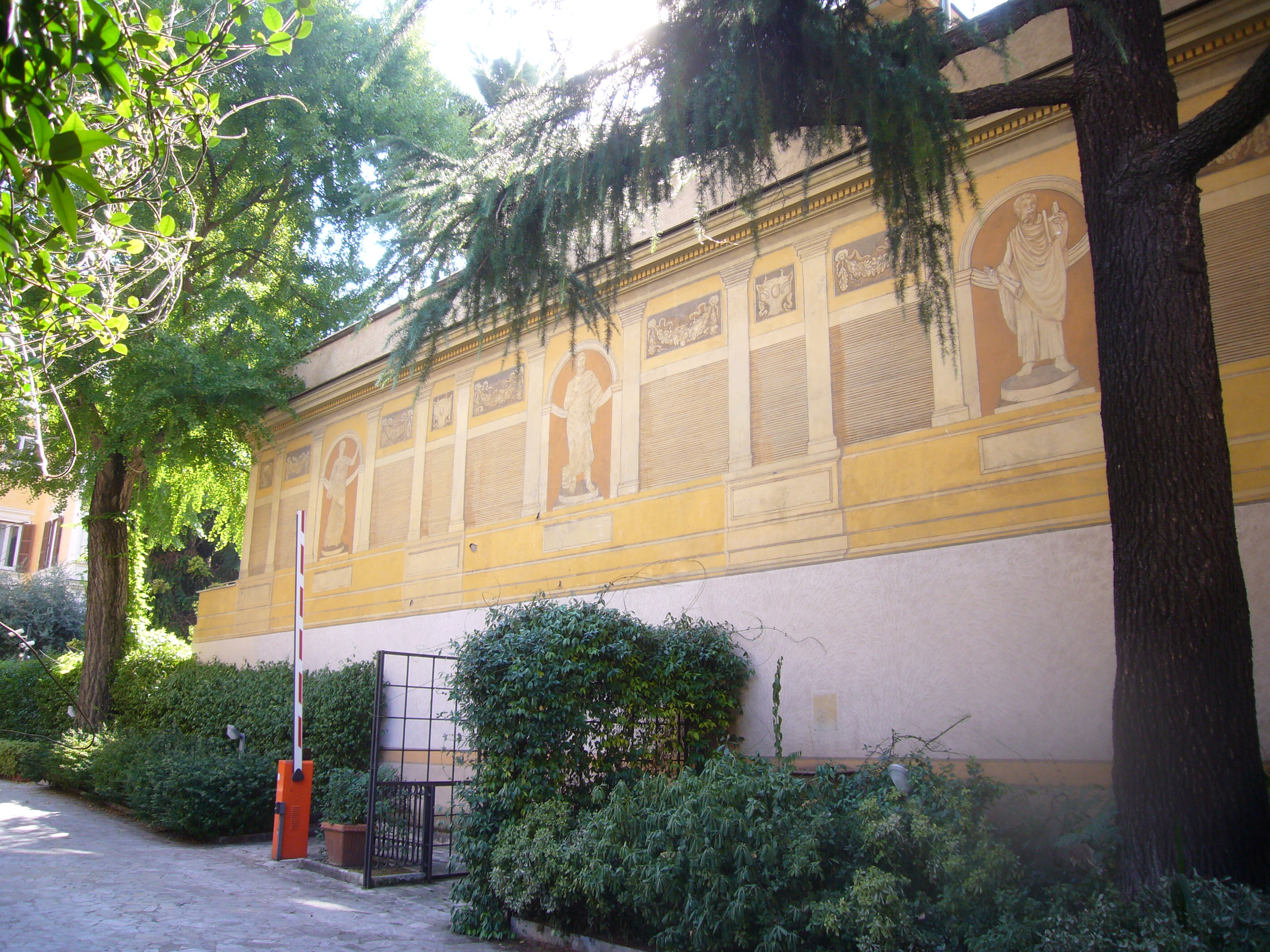
Villino Casati, particolari esterni

Due cancelli in ferro battuto si aprono su via Piemonte, in corrispondenza delle facciate sud e nord, ed immettono in due vialetti d'accesso al giardino, adornato da palme ad alto fusto e nel quale (lato est) è presente una dépendance.
Il villino si ispira ad un sobrio classicismo, con le facciate demarcate da lesene e cornici marcapiano; all'interno si trovano decorazioni a stucco, affreschi e pavimenti in marmo o parquet; dispersi sono invece l'arredo e il mobilio d'origine.
Il villino, che fu teatro della vita mondana della capitale nel primo Novecento, ospitò anche Gabriele D'Annunzio.
Oggi l'edificio è adibito ad uffici ed è aperto al pubblico solo in occasioni speciali.